# Iznogud (komiks)
Iznogud (fr. Iznogoud), po polsku również: Przygody wielkiego wezyra Iznoguda – francuska seria komiksowa stworzona przez René Goscinnego (scenariusz) i Jeana Tabary’ego (rysunki), ukazująca się od 1962. Po śmierci Goscinnego w 1977 nowe odcinki samodzielnie tworzył Tabary lub we współpracy z innymi scenarzystami, a od jego śmierci w 2008 jego syn Nicolas Tabary i inni artyści rysują serię do scenariuszy różnych autorów. Mimo to niektóre późniejsze tomy wydane w latach 90. XX w. noszą nazwisko Goscinnego jako scenarzysty w związku z nadaniem im nowej numeracji.

## Wydawcy
Seria zadebiutowała w odcinkach w 1962 na łamach czasopisma „Record”, a w 1966 zaczęła się ukazywać także w formie niezależnych tomów nakładem wydawnictw: Dargaud (tomy 1–12), BDStar (tom 13.), Editions de la Séguinière (tomy 14–19), Editions Tabary (tomy 20–27) i IMAV Éditions (od tomu 28). Polskim wydawcą komiksów o Iznogudzie jest Egmont Polska.

## Fabuła
Komiks jest humorystyczną opowieścią o przygodach wezyra Iznogouda. Jest on z natury podły, niegodziwy, chciwy i dwulicowy (stąd jego imię: Iznogud jest fonetycznym zapisem angielskiego zwrotu is no good, czyli „jest niedobry”). Razem ze swoim wiernym sługą Pali Bebechem dokonuje serii spisków w celu przejęcia władzy nad Kalifatem i zdetronizowania dobrodusznego, lecz safandułowatego kalifa Haruna Arachida. Na końcu każdej opowieści spisek obraca się przeciw wezyrowi, który sam pada jego ofiarą. Każde opowiadanie jest pełne żartów słownych. Komiks jest także po części parodią Księgi tysiąca i jednej nocy i wykorzystuje ich sztafaż i estetykę. Pełno w nim dżinnów, latających dywanów i czarodziejów.

## Tomy
| Tom | Wydanie polskie                             | Wydanie oryginalne                              | Autorzy                                                                                  | Uwagi |
| --- | ------------------------------------------- | ----------------------------------------------- | ---------------------------------------------------------------------------------------- | --- |
| 1   | Wielki wezyr Iznogud (2019)                 | Le Grand Vizir Iznogoud (1966)                  | - scenariusz: René Goscinny - rysunki: Jean Tabary                                       | Tomy zostały wznowione po polsku w albumie zbiorczym pt. Przygody wielkiego wezyra Iznoguda – Tom 1 (2019).                         |
| 2   | Spiski wielkiego Wezyra (2001)              | Les Complots d’Iznogoud 1967                    | - scenariusz: René Goscinny - rysunki: Jean Tabary                                       | Tomy zostały wznowione po polsku w albumie zbiorczym pt. Przygody wielkiego wezyra Iznoguda – Tom 1 (2019).                         |
| 3   | Wakacje Kalifa (2002)                       | Les Vacances du calife 1968                     | - scenariusz: René Goscinny - rysunki: Jean Tabary                                       | Tomy zostały wznowione po polsku w albumie zbiorczym pt. Przygody wielkiego wezyra Iznoguda – Tom 1 (2019).                         |
| 4   | Żrący dżin (2000)                           | Iznogoud l’infâme 1969                          | - scenariusz: René Goscinny - rysunki: Jean Tabary                                       | Tomy zostały wznowione po polsku w albumie zbiorczym pt. Przygody wielkiego wezyra Iznoguda – Tom 1 (2019).                         |
| 5   | Gwiazdy dla Iznoguda (2001)                 | Des Astres pour Iznogoud 1969                   | - scenariusz: René Goscinny - rysunki: Jean Tabary                                       | Tomy, wraz ze wznowionym tomem 5., ukazały się po polsku w albumie zbiorczym pt. Przygody wielkiego wezyra Iznoguda – Tom 2 (2021). |
| 6   | Iznogud i magiczny komputer (2020)          | Iznogoud et l’ordinateur magique (1970)         | - scenariusz: René Goscinny - rysunki: Jean Tabary                                       | Tomy, wraz ze wznowionym tomem 5., ukazały się po polsku w albumie zbiorczym pt. Przygody wielkiego wezyra Iznoguda – Tom 2 (2021). |
| 7   | Marchewka dla Wezyra (2000)                 | Une Carotte pour Iznogoud 1971                  | - scenariusz: René Goscinny - rysunki: Jean Tabary                                       | Tomy, wraz ze wznowionym tomem 5., ukazały się po polsku w albumie zbiorczym pt. Przygody wielkiego wezyra Iznoguda – Tom 2 (2021). |
| 8   | Dzień szaleńców (2001)                      | Le Jour des fous 1972                           | - scenariusz: René Goscinny - rysunki: Jean Tabary                                       | Tomy, wraz ze wznowionym tomem 5., ukazały się po polsku w albumie zbiorczym pt. Przygody wielkiego wezyra Iznoguda – Tom 2 (2021). |
| 9   | Magiczny dywan (2021)                       | Le Tapis magique (1973)                         | - scenariusz: René Goscinny - rysunki: Jean Tabary                                       | Tomy ukazały się po polsku w albumie zbiorczym pt. Przygody wielkiego wezyra Iznoguda – Tom 3 (2021).                               |
| 10  | Iznogud zawzięty (2021)                     | Iznogoud l’acharné (1974)                       | - scenariusz: René Goscinny - rysunki: Jean Tabary                                       | Tomy ukazały się po polsku w albumie zbiorczym pt. Przygody wielkiego wezyra Iznoguda – Tom 3 (2021).                               |
| 11  | Turecki puzzel Iznoguda (2021)              | La Tête de turc d’Iznogoud (1975)               | - scenariusz: René Goscinny - rysunki: Jean Tabary                                       | Tomy ukazały się po polsku w albumie zbiorczym pt. Przygody wielkiego wezyra Iznoguda – Tom 3 (2021).                               |
| 12  | Bajeczka Iznoguda (2021)                    | Le Conte de fées d’Iznogoud (1976)              | - scenariusz: René Goscinny - rysunki: Jean Tabary                                       | Tomy ukazały się po polsku w albumie zbiorczym pt. Przygody wielkiego wezyra Iznoguda – Tom 3 (2021).                               |
| 13  | Chcę zostać kalifem w miejsce kalifa (2021) | Je veux être calife à la place du calife (1978) | - scenariusz: René Goscinny - rysunki: Jean Tabary                                       | Tomy ukazały się po polsku w albumie zbiorczym pt. Przygody wielkiego wezyra Iznoguda – Tom 4 (2021).                               |
| 14  | Koszmary Iznoguda (2021)                    | Les Cauchemars d’Iznogoud (Tome 1) (1979)       | - scenariusz: René Goscinny - rysunki: Jean Tabary                                       | Tomy ukazały się po polsku w albumie zbiorczym pt. Przygody wielkiego wezyra Iznoguda – Tom 4 (2021).                               |
| 15  | Dzieciństwo Iznoguda (2021)                 | L’Enfance d’Iznogoud (1981)                     | - scenariusz i rysunki: Jean Tabary                                                      | Tomy ukazały się po polsku w albumie zbiorczym pt. Przygody wielkiego wezyra Iznoguda – Tom 4 (2021).                               |
| 16  | Iznogud i kobiety (2021)                    | Iznogoud et les femmes (1983)                   | - scenariusz i rysunki: Jean Tabary                                                      | Tomy ukazały się po polsku w albumie zbiorczym pt. Przygody wielkiego wezyra Iznoguda – Tom 4 (2021).                               |
| 17  | Koszmary Iznoguda (2022)                    | Les Cauchemars d’Iznogoud (Tome 4) (1984)       | - scenariusz: Alain Buhler - rysunki: Jean Tabary                                        | Tomy ukazały się po polsku w albumie zbiorczym pt. Przygody wielkiego wezyra Iznoguda – Tom 5 (2022).                               |
| 18  | Wspólnik Iznoguda (2022)                    | Le Complice d’Iznogoud (1985)                   | - scenariusz i rysunki: Jean Tabary                                                      | Tomy ukazały się po polsku w albumie zbiorczym pt. Przygody wielkiego wezyra Iznoguda – Tom 5 (2022).                               |
| 19  | Urodziny Iznoguda (2022)                    | L’Anniversaire d’Iznogoud (1987)                | - scenariusz i rysunki: Jean Tabary                                                      | Tomy ukazały się po polsku w albumie zbiorczym pt. Przygody wielkiego wezyra Iznoguda – Tom 5 (2022).                               |
| 20  | Iznogud wreszcie kalifem (2022)             | Iznogoud enfin calife! (1989)                   | - scenariusz i rysunki: Jean Tabary                                                      | Tomy ukazały się po polsku w albumie zbiorczym pt. Przygody wielkiego wezyra Iznoguda – Tom 5 (2022).                               |
| 21  | Pułapka syreny (2022)                       | Le Piège de la sirène (1992)                    | - scenariusz i rysunki: Jean Tabary                                                      | Tomy ukazały się po polsku w albumie zbiorczym pt. Przygody wielkiego wezyra Iznoguda – Tom 6 (2022).                               |
| 22  | Koszmary Iznoguda. Tom 2 (2022)             | Les Cauchemars d’Iznogoud (Tome 2) (1994)       | - scenariusz: René Goscinny - rysunki: Jean Tabary                                       | Tomy ukazały się po polsku w albumie zbiorczym pt. Przygody wielkiego wezyra Iznoguda – Tom 6 (2022).                               |
| 23  | Koszmary Iznoguda. Tom 3 (2022)             | Les Cauchemars d’Iznogoud (Tome 3) (1994)       | - scenariusz: René Goscinny i Alain Buhler - rysunki: Jean Tabary                        | Tomy ukazały się po polsku w albumie zbiorczym pt. Przygody wielkiego wezyra Iznoguda – Tom 6 (2022).                               |
| 24  | Powroty Iznoguda (2022)                     | Les Retours d’Iznogoud (1994)                   | - scenariusz: René Goscinny i Jean Tabary - rysunki: Jean Tabary                         | Tomy ukazały się po polsku w albumie zbiorczym pt. Przygody wielkiego wezyra Iznoguda – Tom 6 (2022).                               |
| 25  | Kto zabił kalifa? (2023)                    | Qui a tué le calife? (1998)                     | - scenariusz i rysunki: Jean Tabary                                                      | Tomy ukazały się po polsku w albumie zbiorczym pt. Przygody wielkiego wezyra Iznoguda – Tom 7 (2023).                               |
| 26  | Sympatyczny potwór (2023)                   | Un Monstre sympathique (2000)                   | - scenariusz i rysunki: Jean Tabary                                                      | Tomy ukazały się po polsku w albumie zbiorczym pt. Przygody wielkiego wezyra Iznoguda – Tom 7 (2023).                               |
| 27  | Błąd przodka (2023)                         | La Faute de l’ancêtre (2004)                    | - scenariusz i rysunki: Jean Tabary                                                      | Tomy ukazały się po polsku w albumie zbiorczym pt. Przygody wielkiego wezyra Iznoguda – Tom 7 (2023).                               |
| 28  | Tysiąc i jedna noc kalifa (2023)            | Les Mille et Une Nuits du Calife (2008)         | - scenariusz: Muriel Tabary-Dumas i Stéphane Tabary - rysunki: Nicolas Tabary            | Tomy ukazały się po polsku w albumie zbiorczym pt. Przygody wielkiego wezyra Iznoguda – Tom 7 (2023).                               |
| 29  | Iznogud prezydentem (2023)                  | Iznogoud Président (2012)                       | - scenariusz: Nicolas Canteloup i Laurent Vassilian - rysunki: Nicolas Tabary            | Tomy ukazały się po polsku w albumie zbiorczym pt. Przygody wielkiego wezyra Iznoguda – Tom 8 (2023).                               |
| 30  | Jaki ojciec, taki syn (2023)                | Iznogoud de père en fils (2015)                 | - scenariusz: Laurent Vassilian - rysunki: Nicolas Tabary                                | Tomy ukazały się po polsku w albumie zbiorczym pt. Przygody wielkiego wezyra Iznoguda – Tom 8 (2023).                               |
| 31  | Ja, kalif (2023)                            | Moi, calife... (2021)                           | - scenariusz: Jul, Laurent Vassilian i Olivier Andrieu - rysunki: Nicolas Tabary i Elric | Tomy ukazały się po polsku w albumie zbiorczym pt. Przygody wielkiego wezyra Iznoguda – Tom 8 (2023).                               |
| 32  | Świeczki dla Iznoguda (2023)                | Des Bougies pour Iznogoud (2022)                | - scenariusz: Olivier Andrieu - rysunki: Elric                                           | Tomy ukazały się po polsku w albumie zbiorczym pt. Przygody wielkiego wezyra Iznoguda – Tom 8 (2023).                               |

## Adaptacje
Na podstawie serii komiksowej w 1995 powstał 52-odcinkowy serial animowany (emitowany w Polsce pod tytułem Wezyr Nic-po-nim). W 2001 roku, po przejęciu przez The Walt Disney Company Fox Kids Worldwide, w tym Saban Entertainment, prawa do serialu przeszły na Disneya.
Oraz film fabularny z 2005, w którym rolę Iznoguda zagrał Michaël Youn. Pierwotnie sam Goscinny chciał stworzyć ekranizację z Louisem de Funèsem w roli głównej, lecz jego plan nie powiódł się.